# WTA Elite Trophy 2015

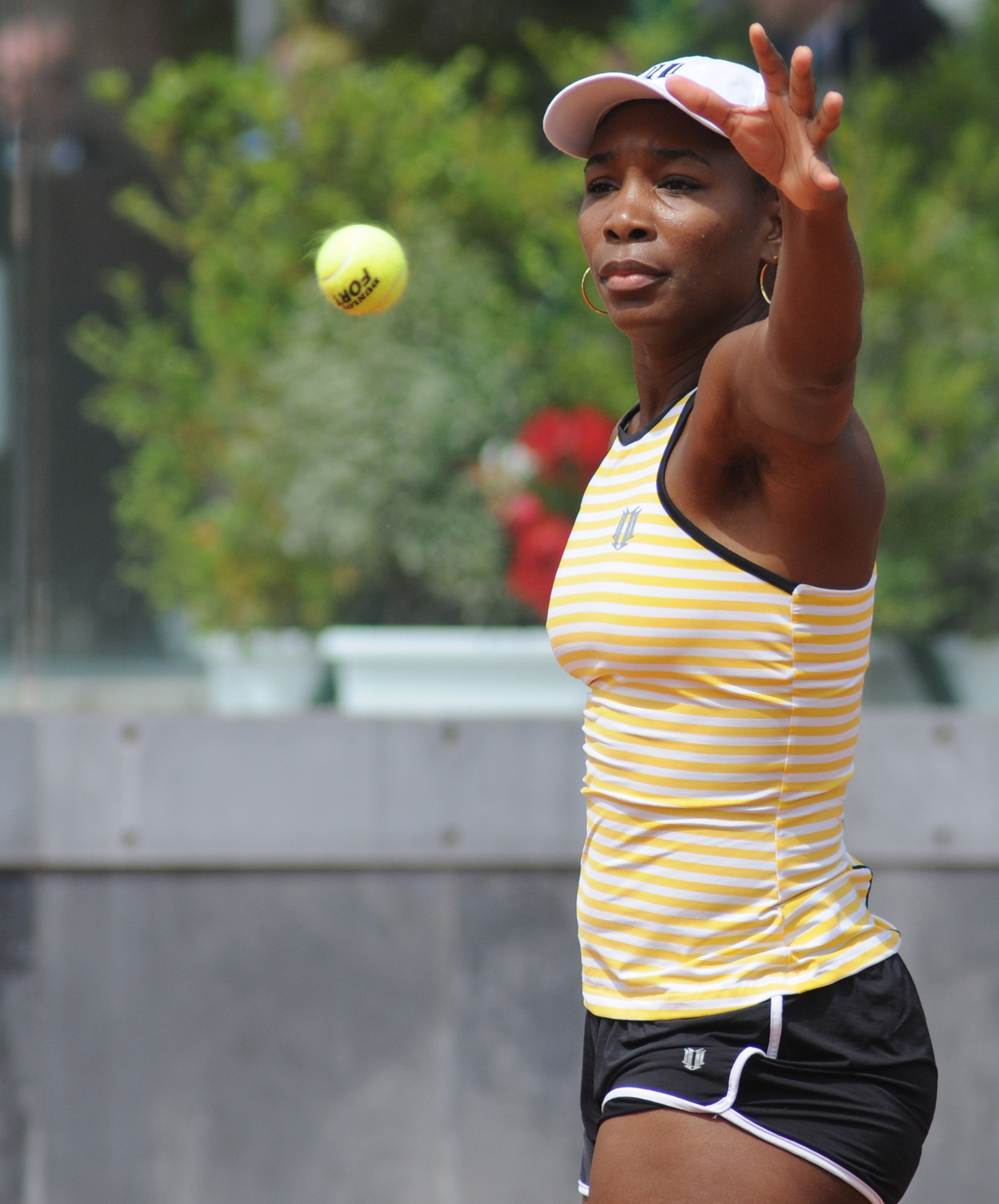
Venus Williams

El WTA Elite Trophy 2015 es un torneo de tenis de mujeres en Zhuhai, China. Será la primera edición del evento singles y dobles competencia. El torneo se disputará por doce jugadores de individuales y seis equipos de dobles. Dicho evento sustituir el WTA Tournament of Champions.

## Torneo

### Clasifican
En individuales, el total de puntos se calculan mediante la combinación de puntos totales de dieciséis torneos. De estos dieciséis torneos, los resultados de un jugador de los cuatro Grand Slam eventos, los cuatro obligatorios Premier torneos, y los mejores resultados de dos Premier 5 torneos deben ser incluidos. 
En dobles, el total de puntos se calculan mediante una combinación de once torneos durante todo el año. A diferencia de en singles, esta combinación no es necesario incluir los resultados de los Grand Slams y torneos de nivel Premier.
A raíz de la BNP Paribas WTA Finales Singapur presentado por Carolina del Sur Global en el calendario de tenis, campo de singles de 12 jugadores de Zhuhai constará de jugadoras clasificadas entre la No.9 y la No.20, junto con un solo comodín y seis equipos de dobles. Las eliminatorias competirán en una de cuatro grupo de formato de round robin, con los ganadores de cada grupo avanzando a las semifinales.

### Formato
El evento cuenta con doce jugadoras en single un evento de round robin, divididos en cuatro grupos de tres. Durante los primeros cuatro días de competición, cada jugadora cumple con las otras dos jugadoras en su grupo, con la ganadora de cada grupo avanzando a la semifinal. Las ganadoras de cada semifinal se reúnen en el partido por el campeonato. Los seis equipos de dobles se dividirán en dos grupos de round robin, y las ganadoras de cada uno de los grupos de avanzar a la final.

#### Desempate en el Round-Robin
Las posiciones finales de cada grupo se determinaron por el primero de los siguientes métodos que aplican:
1. Mayor número de victorias.
2. Mayor número de partidos disputados.
3. Resultados-Cabeza a cabeza

## Los premios en metálico y puntos
El total de premios para los Huajin Valores 2015 WTA Elite Trophy Zhuhai 2015 Finales de la WTA fue de US $ 2,15 millones.
| Escenario                           | Singles          | Singles  | Dobles           | Dobles |
| Escenario                           | Dinero en premio | Puntos   | Dinero en premio | Puntos |
| ----------------------------------- | ---------------- | -------- | ---------------- | ------ |
| Campeona                            | RR1 + $450,000   | RR + 260 | RR1 + $20,000    | —      |
| Subcampeona                         | RR + $150,000    | RR + 200 | RR1 + $10,000    | —      |
| Semifinalistas                      | RR + $15,000     | RR       | —                | —      |
| Round Robin por ganar cada partido  | $92,500          | 120      | $5,000           | —      |
| Round Robin por perder cada partido | $20,000          | 40       | —                | —      |
| Cuota de participación              | —                | —        | 15,000           | —      |
| Suplentes                           | $10,000          | —        | —                | —      |

- 1 RR significa recompensas o puntos ganados en la ronda de todos contra todos.

## Carrera a Elite Trophy
Las 2 tablas de abajo son parte de la tabla de carretera a Singapur

### Individuales
| Rank                             | Tenista              | Torneos de Grand Slam | Torneos de Grand Slam | Torneos de Grand Slam | Torneos de Grand Slam | Premier Mandatory | Premier Mandatory | Premier Mandatory | Premier Mandatory | Mejores Premier 5 | Mejores Premier 5 | Otras Mejores Actuacciones | Otras Mejores Actuacciones | Otras Mejores Actuacciones | Otras Mejores Actuacciones | Otras Mejores Actuacciones | Otras Mejores Actuacciones | Puntos Totales | Eventos |
| -------------------------------- | -------------------- | --------------------- | --------------------- | --------------------- | --------------------- | ----------------- | ----------------- | ----------------- | ----------------- | ----------------- | ----------------- | -------------------------- | -------------------------- | -------------------------- | -------------------------- | -------------------------- | -------------------------- | -------------- | ------- |
| Rank                             | Tenista              | AUS                   | FRA                   | WIM                   | USO                   | INW               | MIA               | MAD               | BEI               | 1                 | 2                 | 1                          | 2                          | 3                          | 4                          | 5                          | 6                          | Puntos Totales | Eventos |
| Clasificadas al WTA Elite Trophy |                      |                       |                       |                       |                       |                   |                   |                   |                   |                   |                   |                            |                            |                            |                            |                            |                            |                |         |
| 10                               | Timea Bacsinszky     | R32 130               | SF 780                | CF 430                | R128 10               | CF 215            | A 0               | R64 10            | F 650             | R16 105           | R64 1             | G 280                      | G 280                      | F 180                      | CF 60                      | R64 1                      | R32 1                      | 3133           | 16      |
| 11                               | Venus Williams       | CF 430                | R128 10               | R16 240               | CF 430                | A 0               | CF 215            | R64 10            | R32 10            | G 900             | R16 105           | G 280                      | SF 185                     | SF 110                     | R16 105                    | R32 60                     | R32 1                      | 3091           | 17      |
| 12                               | Carla Suarez Navarro | R128 10               | R32 130               | R128 10               | R128 10               | CF 215            | F 650             | CF 215            | R16 120           | F 585             | CF 190            | F 305                      | SF 185                     | CF 100                     | CF 100                     | CF 100                     | CF 100                     | 3030           | 24      |
| 13                               | Karolína Plíšková    | R32 130               | R32 130               | R64 70                | R128 10               | R16 120           | CF 215            | R32 65            | R64 10            | F 585             | R16 105           | F 305                      | F 305                      | F 305                      | G 280                      | SF 185                     | CF 100                     | 2955           | 25      |
| 13                               | Belinda Bencic       | R128 10               | R64 70                | R16 240               | R32 130               | R16 120           | R16 120           | R64 1             | R32 65            | G 900             | R16 105           | G 470                      | F 305                      | F 180                      | R32 60                     | R32 60                     | R16 55                     | 2900           | 24      |
| 15                               | Roberta Vinci        | R64 70                | R128 10               | R128 10               | F 1300                | R64 35            | R28 10            | R16 120           | R16 120           | SF 350            | CF 190            | F 180                      | R16 80                     | CF 60                      | CF 60                      | R16 30                     | R16 30                     | 2655           | 24      |
| 16                               | Ana Ivanovic         | R128 10               | SF 780                | R64 70                | R128 10               | R32 65            | R32 65            | R16 120           | SF 390            | CF 190            | CF 190            | F 305                      | SF 110                     | R16 105                    | R16 105                    | CF 100                     | R16 30                     | 2645           | 19      |
| 17                               | Caroline Wozniacki   | R64 70                | R64 70                | R16 240               | R64 70                | R32 65            | R16 120           | CF 215            | R16 120           | SF 350            | R32 1             | F 305                      | G 280                      | SF 185                     | SF 185                     | SF 185                     | F 180                      | 2641           | 23      |
| 18                               | Sara Errani          | R32 130               | CF 430                | R64 70                | R32 130               | R32 65            | R16 120           | R32 65            | CF 215            | SF 350            | R32 60            | G 280                      | F 180                      | SF 110                     | SF 110                     | CF 100                     | CF 100                     | 2525           | 25      |
| 19                               | Madison Keys         | SF 780                | R32 130               | CF 430                | R16 240               | R32 65            | R64 10            | R64 10            | R16 120           | R32 60            | R32 60            | F 305                      | CF 60                      | R32 60                     | R16 55                     | R16 55                     | R16 55                     | 2495           | 18      |
| 20                               | Elina Svitolina      | R32 130               | CF 430                | R64 70                | R32 130               | R16 120           | R32 65            | R32 65            | R32 65            | SF 350            | R16 105           | G 280                      | SF 185                     | SF 185                     | SF 110                     | R32 60                     | R32 60                     | 2410           | 21      |
| 21                               | Jelena Jankovic      | R128 10               | R128 10               | R16 240               | R128 10               | F 650             | R64 10            | A 0               | R64 10            | SF 350            | R16 105           | G 280                      | G 280                      | G 160                      | SF 110                     | R32 60                     | CF 60                      | 2345           | 24      |
| 22                               | Victoria Azarenka    | R16 240               | R32 130               | CF 430                | CF 430                | R32 65            | R32 65            | R16 120           | A 0               | CF 190            | R16 105           | F 305                      | R16 105                    | R32 60                     | R32 30                     | R16 1                      |                            | 2276           | 15      |
| 23                               | Yekaterina Makarova  | SF 780                | R16 240               | R64 70                | R16 240               | R32 65            | R16 120           | R64 10            | A 0               | CF 190            | R16 105           | SF 110                     | CF 100                     | R32 60                     | R16 55                     | R16 55                     | R16 1                      | 2201           | 17      |
| 24                               | Andrea Petkovic      | R128 10               | R32 130               | R32 130               | R32 130               | R64 10            | SF 390            | R32 65            | R16 120           | R16 105           | R16 105           | G 470                      | SF 185                     | CF 100                     | CF 100                     | R16 55                     | R64 1                      | 2106           | 24      |
| 25                               | Samantha Stosur      | R64 70                | R32 130               | R32 130               | R16 240               | R32 65            | R32 65            | R16 120           | R32 65            | R16 60            |                   | G 280                      | G 280                      | SF 110                     | SF 110                     | R16 55                     | R16 55                     | 1865           | 24      |
| 24                               | Svetlana Kuznetsova  | R128 10               | R64 70                | R64 70                | R16 240               | R128 10           | R16 120           | F 650             | R16 120           | R32 60            | R64 1             | G 470                      | CF 60                      | R16 55                     | R16 55                     | R16 30                     | R32 1                      | 1847           | 19      |

- Actualizado hasta el 25 de octubre del 2015.

     Jugadoras que clasificaron al WTA Finals.
     Jugadoras que se dieron de baja.

### Dobles
| Rank                                                                   | Parejas                                        | Puntos Obtenidos                      | Puntos Obtenidos                      | Puntos Obtenidos                      | Puntos Obtenidos                      | Puntos Obtenidos                      | Puntos Obtenidos                      | Puntos Obtenidos                      | Puntos Obtenidos                      | Puntos Obtenidos                      | Puntos Obtenidos                      | Puntos Obtenidos                      | Total de Puntos                       | Eventos                               |
| Rank                                                                   | Parejas                                        | 1                                     | 2                                     | 3                                     | 4                                     | 5                                     | 6                                     | 7                                     | 8                                     | 9                                     | 10                                    | 11                                    | Total de Puntos                       | Eventos                               |
| Clasificadas para el WTA Elite Trophy                                  | Clasificadas para el WTA Elite Trophy          | Clasificadas para el WTA Elite Trophy | Clasificadas para el WTA Elite Trophy | Clasificadas para el WTA Elite Trophy | Clasificadas para el WTA Elite Trophy | Clasificadas para el WTA Elite Trophy | Clasificadas para el WTA Elite Trophy | Clasificadas para el WTA Elite Trophy | Clasificadas para el WTA Elite Trophy | Clasificadas para el WTA Elite Trophy | Clasificadas para el WTA Elite Trophy | Clasificadas para el WTA Elite Trophy | Clasificadas para el WTA Elite Trophy | Clasificadas para el WTA Elite Trophy |
| ---------------------------------------------------------------------- | ---------------------------------------------- | ------------------------------------- | ------------------------------------- | ------------------------------------- | ------------------------------------- | ------------------------------------- | ------------------------------------- | ------------------------------------- | ------------------------------------- | ------------------------------------- | ------------------------------------- | ------------------------------------- | ------------------------------------- | ------------------------------------- |
| 11                                                                     | Alla Kudryavtseva Anastasiya Pavliuchenkova    | CF 430                                | SF 350                                | SF 350                                | R16 240                               | R16 240                               | SF 185                                | R32 130                               | R16 120                               | R16 120                               | R16 120                               | R16 120                               | 2,405                                 | 14                                    |
| 12                                                                     | Michaëlla Krajicek Barbora Strýcová            | SF 780                                | CF 430                                | R16 240                               | SF 185                                | R32 130                               | R16 120                               | R16 105                               | R16 105                               | CF 100                                | R32 10                                | R32 10                                | 2,325                                 | 14                                    |
| 13                                                                     | Chan Yung-jan Zheng Jie                        | F 1300                                | F 305                                 | R16 240                               | SF 185                                | SF 110                                | R64 10                                | R32 1                                 |                                       |                                       |                                       |                                       | 2,151                                 | 7                                     |
| 14                                                                     | Kiki Bertens Johanna Larsson                   | CF 430                                | G 280                                 | G 280                                 | R16 240                               | F 180                                 | SF 110                                | SF 110                                | SF 110                                | CF 60                                 | R16 10                                | R16 1                                 | 1,811                                 | 11                                    |
| 15                                                                     | Anabel Medina Garrigues Arantxa Parra Santonja | G 470                                 | F 305                                 | R16 240                               | F 180                                 | R32 130                               | R16 105                               | R16 105                               | R16 105                               | CF 100                                | R32 10                                | R32 1                                 | 1,751                                 | 14                                    |
| Clasificadas para el WTA Elite Trophy por un Wildcard o no calificadas |                                                |                                       |                                       |                                       |                                       |                                       |                                       |                                       |                                       |                                       |                                       |                                       |                                       |                                       |
| 16                                                                     | Gabriela Dabrowski Alicja Rosolska             | G 280                                 | R16 240                               | CF 190                                | CF 190                                | SF 185                                | R16 120                               | R16 120                               | CF 60                                 | R64 10                                | R64 10                                | R64 10                                | 1,415                                 | 20                                    |
| 17                                                                     | Hsieh Su-wei Flavia Pennetta                   | CF 430                                | CF 430                                | CF 215                                | CF 190                                | R16 120                               | R32 10                                |                                       |                                       |                                       |                                       |                                       | 1,395                                 | 6                                     |
| 18                                                                     | Anastasia Rodionova Arina Rodionova            | R16 240                               | CF 215                                | CF 190                                | F 180                                 | R32 130                               | R32 130                               | SF 110                                | CF 100                                | CF 60                                 | R32 10                                | R32 10                                | 1,375                                 | 16                                    |
| 19                                                                     | Klaudia Jans-Ignacik Andreja Klepač            | CF 430                                | SF 390                                | R16 120                               | R16 120                               | CF 100                                | CF 100                                | SF 57                                 | R64 10                                | R16 1                                 | R16 1                                 | R32 1                                 | 1,339                                 | 14                                    |
| 20                                                                     | Sara Errani Flavia Pennetta                    | SF 780                                | CF 190                                | CF 190                                | R16 120                               | R32 1                                 |                                       |                                       |                                       |                                       |                                       |                                       | 1,401                                 | 5                                     |

- Actualizado hasta el 23 de octubre del 2015.

     Parejas que clasificaron al WTA Elite Trophy.
     Parejas que se dieron de baja.

## Finales

### Individuales
| Fecha    | Partido            | Partido | Partido               | Resultado   |
| -------- | ------------------ | ------- | --------------------- | ----------- |
| 08.11.15 | Venus Williams [1] | 2-0     | Karolína Plíšková [3] | 7-5, 7-6(6) |

### Dobles
| Fecha    | Partido                             | Partido | Partido                                                | Resultado |
| -------- | ----------------------------------- | ------- | ------------------------------------------------------ | --------- |
| 08.11.15 | Chen Liang [4/WC] Yafan Wang [4/WC] | 2-0     | Anabel Medina Garrigues [2] Arantxa Parra Santonja [2] | 6-4, 6-3  |